# Danh sách 100 ngôi sao điện ảnh của Viện phim Mỹ
Danh sách 100 ngôi sao điện ảnh của Viện phim Mỹ (tiếng Anh: AFI's 100 Years... 100 Stars) là một trong các danh sách do Viện phim Mỹ (American Film Institute, viết tắt là AFI) lập ra nhân dịp kỉ niệm 100 năm ngày ra đời của nghệ thuật điện ảnh. Danh sách này bao gồm 50 ngôi sao màn bạc trong quá khứ của điện ảnh Hoa Kỳ (25 nam và 25 nữ) và có tổng cộng 500 diễn viên điện ảnh được đề cử.

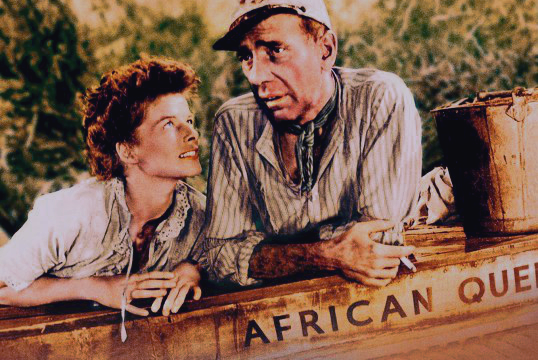
Humphrey Bogart và Katharine Hepburn lần lượt là nam và nữ diễn viên đứng đầu danh sách 100 ngôi sao điện ảnh của Viện phim Mỹ. Ảnh của họ trong bộ phim Nữ hoàng châu Phi.

Danh sách được Viện phim Mỹ giới thiệu vào ngày 16 tháng 6 năm 1999 trên kênh CBS. Shirley Temple là người dẫn chương trình, trong khi 50 diễn viên đương đại lần lượt giới thiệu 50 người trong danh sách. Chương trình này đã nhận hai đề cử Primetime Emmy cho quay phim và âm nhạc, được phát hành trên DVD vào tháng 8 năm 2000.
Theo quy định của AFI, các ngôi sao có mặt trong danh sách phải bắt đầu tham gia đóng phim ít nhất từ năm 1950 hoặc đã mất trước khi danh sách được lập ra, vì vậy các diễn viên có trong danh sách chủ yếu là các ngôi sao của thời kì Hollywood kinh điển những năm thập niên 1940 đến thập niên 1960 và gần như không có ngôi sao điện ảnh đương đại nào của Hollywood có mặt trong danh sách. Humphrey Bogart và Katharine Hepburn lần lượt là những diễn viên đứng đầu danh sách những ngôi sao màn bạc nam và nữ. Tính đến nay, chỉ còn 1 trên tổng số 50 người có mặt trong danh sách là còn sống, đó là Sophia Loren.

## Danh sách
| Thứ tự | Nam diễn viên                  | Quốc tịch                   | Chân dung | Nữ diễn viên                  | Quốc tịch                      | Chân dung |
| ------ | ------------------------------ | --------------------------- | --------- | ----------------------------- | ------------------------------ | --------- |
| 01     | Humphrey Bogart (1899–1957)    | Hoa Kỳ                      |           | Katharine Hepburn (1907–2003) | Hoa Kỳ                         |           |
| 02     | Cary Grant (1904–1986)         | Hoa Kỳ · (sinh tại Anh)     |           | Bette Davis (1908–1989)       | Hoa Kỳ                         |           |
| 03     | James Stewart (1908–1997)      | Hoa Kỳ                      |           | Audrey Hepburn (1929–1993)    | Liên hiệp Anh (sinh tại Bỉ)    |           |
| 04     | Marlon Brando (1924–2004)      | Hoa Kỳ                      |           | Ingrid Bergman (1915–1982)    | Thụy Điển                      |           |
| 05     | Fred Astaire (1899–1987)       | Hoa Kỳ                      |           | Greta Garbo (1905–1990)       | Hoa Kỳ · (sinh tại Thụy Điển)  |           |
| 06     | Henry Fonda (1905–1982)        | Hoa Kỳ                      |           | Marilyn Monroe (1926–1962)    | Hoa Kỳ                         |           |
| 07     | Clark Gable (1901–1960)        | Hoa Kỳ                      |           | Elizabeth Taylor (1932–2011)  | Hoa Kỳ · Liên hiệp Anh         |           |
| 08     | James Cagney (1899–1986)       | Hoa Kỳ                      |           | Judy Garland (1922–1969)      | Hoa Kỳ                         |           |
| 09     | Spencer Tracy (1900–1967)      | Hoa Kỳ                      |           | Marlene Dietrich (1901–1992)  | Hoa Kỳ · (sinh tại Đức)        |           |
| 10     | Charles Chaplin (1889–1977)    | Liên hiệp Anh               |           | Joan Crawford (1904–1977)     | Hoa Kỳ                         |           |
| 11     | Gary Cooper (1901–1961)        | Hoa Kỳ                      |           | Barbara Stanwyck (1907–1990)  | Hoa Kỳ                         |           |
| 12     | Gregory Peck (1916–2003)       | Hoa Kỳ                      |           | Claudette Colbert (1903–1996) | Hoa Kỳ · (sinh tại Pháp)       |           |
| 13     | John Wayne (1907–1979)         | Hoa Kỳ                      |           | Grace Kelly (1929–1982)       | Hoa Kỳ                         |           |
| 14     | Laurence Olivier (1907–1989)   | Liên hiệp Anh               |           | Ginger Rogers (1911–1995)     | Hoa Kỳ                         |           |
| 15     | Gene Kelly (1912–1996)         | Hoa Kỳ                      |           | Mae West (1893–1980)          | Hoa Kỳ                         |           |
| 16     | Orson Welles (1915–1985)       | Hoa Kỳ                      |           | Vivien Leigh (1913–1967)      | Liên hiệp Anh (sinh tại Ấn Độ) |           |
| 17     | Kirk Douglas (1916–2020)       | Hoa Kỳ                      |           | Lillian Gish (1893–1993)      | Hoa Kỳ                         |           |
| 18     | James Dean (1931–1955)         | Hoa Kỳ                      |           | Shirley Temple (1928–2014)    | Hoa Kỳ                         |           |
| 19     | Burt Lancaster (1913–1994)     | Hoa Kỳ                      |           | Rita Hayworth (1934–1972)     | Hoa Kỳ                         |           |
| 20     | Anh em nhà Marx (1905–1949)[I] | Hoa Kỳ                      |           | Lauren Bacall (1924–2014)     | Hoa Kỳ                         |           |
| 21     | Buster Keaton (1895–1966)      | Hoa Kỳ                      |           | Sophia Loren (sinh 1934)      | Ý                              |           |
| 22     | Sidney Poitier (1927–2022)     | Hoa Kỳ                      |           | Jean Harlow (1911–1937)       | Hoa Kỳ                         |           |
| 23     | Robert Mitchum (1917–1997)     | Hoa Kỳ                      |           | Carole Lombard (1908–1942)    | Hoa Kỳ                         |           |
| 24     | Edward G. Robinson (1893–1973) | Hoa Kỳ · (sinh tại România) |           | Mary Pickford (1892–1979)     | Canada                         |           |
| 25     | William Holden (1918–1981)     | Hoa Kỳ                      |           | Ava Gardner (1922–1990)       | Hoa Kỳ                         |           |

- ^[I]  Thời gian ghi dưới tên nhóm diễn viên là thời gian hoạt động của cả nhóm.

## Người công bố
Dưới đây là 50 diễn viên giới thiệu các ngôi sao điện ảnh trong danh sách
- Kevin Bacon
- Alec Baldwin
- Jacqueline Bisset
- Ernest Borgnine
- James Caan
- Jim Carrey
- Chevy Chase
- Cher
- Kevin Costner
- Billy Crystal
- Claire Danes
- Geena Davis
- Laura Dern
- Matt Dillon
- Richard Dreyfuss
- Clint Eastwood
- Mia Farrow
- Bridget Fonda
- Peter Fonda
- Morgan Freeman
- Teri Garr
- Whoopi Goldberg
- Jeff Goldblum
- Woody Harrelson
- Richard Harris
- Goldie Hawn
- Gregory Hines
- Dustin Hoffman
- Angelina Jolie
- Michael Keaton
- Martin Landau
- Jessica Lange
- Shirley MacLaine
- Marsha Mason
- Marlee Matlin
- Mike Myers
- Edward Norton
- Edward James Olmos
- Miss Piggy
- Lynn Redgrave
- Julia Roberts
- Gena Rowlands
- Kevin Spacey
- Sylvester Stallone
- Rod Steiger
- Sharon Stone
- Billy Bob Thornton
- Lily Tomlin
- Emily Watson
- James Woods